# Первенство СССР между командами союзных республик по шахматам 1985
Первенство СССР между командами союзных республик по шахматам 1985 года — 17-е первенство. Проходило в мае в Волгограде. Было посвящёно 40-летию Победы советского народа в Великой Отечественной войне 1941—1945. 18 команд, в том числе сборная команда РСФСР — 2 (края, области и АССР). Состав команды: 6 шахматистов и 2 шахматистки. Впервые первенство проведено по швейцарской системе.

## Итоги
- 1. РСФСР-1 (Л. Псахис, В. Цешковский, С. Долматов, Е. Свешников, А. Вайсер, А. Харитонов; А. Ахшарумова, Л. Зайцева) — 34 очка из 56;
- 2. Грузинская ССР (Т. Георгадзе, Б. Гургенидзе, Э. Гуфельд, Г. Зайчик, З. Азмайпарашвили, З. Стуруа; Н. Александрия, Н. Иоселиани) — 32½;
- 3. Москва (Ю. Балашов, А. Соколов, Б. Гулько, Е. Васюков, С. Смагин, А. Выжманавин; Е. Фаталибекова, И. Ерусланова) — 32½ (московские шахматисты проиграли матч команде Грузии);
- 4. УССР — 31½;
- 5. Ленинград — 31;
- 6. Латвийская ССР — 30½;
- 7. РСФСР-2 — 30;
- 8. Азербайджанская ССР — 30;
- 9. ЭССР — 29½;
- 10. Литовская ССР — 29;
- 11. Узбекская ССР — 29;
- 12. Киргизская ССР — 28½;
- 13. БССР — 28;
- 14. Казахская ССР — 27½;
- 15. Армянская ССР — 27;
- 16. Молдавская ССР — 26;
- 17. Таджикская ССР — 17½;
- 18. Туркменская ССР — 10.

Лучшие индивидуальные результаты: 1-я мужская доска — В. Купрейчик (БССР) — 5½ из 7: 1-я женская доска — Н. Александрия (Грузинская ССР) — 6½.